# 三方架構
三方架構（tripartism），又稱三方性協商機制，一般指的是勞動者與雇主組織代表得以參與國際勞工組織的運作與治理。
成立三方性協商機制是使三方架構順利進行的組織保證。各國三方機制的具體活動基本上都是由三方性組織機構來實施的。以國際勞工組織的三方協商組織原則為基礎，許多國家都設立了不同類型的三方協商組織機構。但各國三方機制的組織形式十分靈活，在不同國家有不同的做法。

## 國際勞工組織
國際勞工組織(ILO)是唯一一個在設定基準與政策時，政府代表不具有排他性投票權的國際政府間機構。雇主與勞動者在決策過程中，擁有與政府同等的發言權。這個概念，稱為三方架構，立基於國際勞工組織憲章第三條，其條文言簡意賅的說：｢代表大會…應由成員國各派四名代表組成，其中二人應為政府代表，另二人分別代表各該國的雇主和工人。｣代表大會每年召開一次，由全體會員參與，決定是否通過國際勞工組織文書以及批准相關計畫。日常的治理則是由理事會(Governing Body)負責，成員較少，但也是由勞、資、政三方代表組成(目前有勞工代表14人、雇主代表14人，以及政府代表28人)。原則上，由國際勞工組織召開的各項正式會議都遵循三方架構。雇主與勞工團體在國際勞工局均設有專責單位以照顧其利益，工作人員也是由其代表出任。
這種治理模式限縮了一國政府在政府間機構作為政策決策者的專屬權利，並且承認勞工與雇主在全球基礎上分享利益，得以跨越國界。1919年通過三方架構的做法也隱含著，勞動與社會政策條件在國際組織新時代初始即被認可為國際行動的適當主題；而與之直接相關的行動者應該為其決策擔負起共同責任並執行。更重要的是，三方架構把以協商來代替對抗的爭端解決手段帶進國際場域。

## 三方架構於國際勞工組織之演進
某些國家在19世紀末期，已經開始設置國家層級的三方結構來處理社會議題，但是第一次世界大戰使得這類的途徑更顯迫切。在這種新型的衝突中，軍事勝利與一國有否能力支撐日增的經濟需求，以及製造更精良的武器息息相關；因此需要產業的協調合作。企業與勞工必須成為政策一環且與政府合作以支持國家。戰爭期間，同盟國政府對工會成員做出許多承諾，確保他們願意為戰事付出。在英國、美國以及其他一些國家，工會與雇主受邀參加政府機構。更甚者，工會被要求為戰事放棄已取得之工會權利，也被承諾戰後這些權利將會恢復。
巴黎和會的勞動建議由英國政府起草，作為勞動委員會討論的基礎。這些建議包括建立一個負責勞動立法、且賦予勞工與雇主代表投票權的國際組織。1916年6月聯合工會大會(Allied Trade Union Conference)也曾作出類似建議。國際勞工組織的原創性設計在於將國家層級既有的三方架構移轉至新的國際組織。
簡而言之，國際勞工組織提供世界一個解決社會紛爭的另一種做法；它提供了協商與談判的程序與技巧，來取代暴力衝突，以保障更具人性與尊嚴的工作條件。
雖然一路走來遇到不少問題，但三方架構原則總的來說並未遭到嚴峻挑戰，儘管蘇聯(Soviet Union)曾多次想削弱其地位。隨著第二次世界大戰即將結束，費城宣言重申三方架構的價值：
對抗匱乏的戰爭，必須在每個國家內努力不懈，並透過持續與經協調的國際行動，當中勞工與雇主代表與政府代表享有平等地位，得與其進行自由論辯與民主決策，以提升共同福祉。

## 三方架構的運作
國際勞工組織三方架構具多重意涵。簡而言之，由直接代表工人與雇主利益的代表人參與國際勞工組織審議，可增加與經濟現實的連結，這是僅由政府代言的組織所做不到的。勞動者和雇主的代表所扮演的角色有顯著不同。對勞工來說，國際勞工組織是貫徹目標的主要工具，比起雇主，勞工有更積極的議程。另一方面，雇主經常在由國際勞工局、國際勞工組織秘書長或勞動者提出的計畫上扮演｢煞車｣的角色，來減緩他們認為過於躁進、或違反其企業利益的行動。國際勞工組織對勞工與雇主來說都是有價值的，因為國際勞工組織給予他們發聲與發揮影響力的機會。在論及國際勞工組織歷經第二次世界大戰的驚人存活力時，某位作者恰如其分地刻畫了三方架構的重要性：它既是約束衣、也是救生衣。
國際勞工組織的所有參與者都認為，提倡與保護三方架構所帶來的利益遠超過國際勞工組織本身。工人與雇主權利與更一般性的公民自由與權利(civil liberties)有緊密的關係，後者也課予政府義務。正如國際勞工組織結社自由委員會所言，賦予勞動者與雇主組織的權利，必須植基於對《世界人權宣言》(Universal Declaration of Human Rights)、《公民與政治權利國際公約》(International Covenant on Civil and Political Rights)所明列的那些自由與權利的尊重。缺少了這些公民自由與權利，工會權利的概念就全無意義。